# Liftback

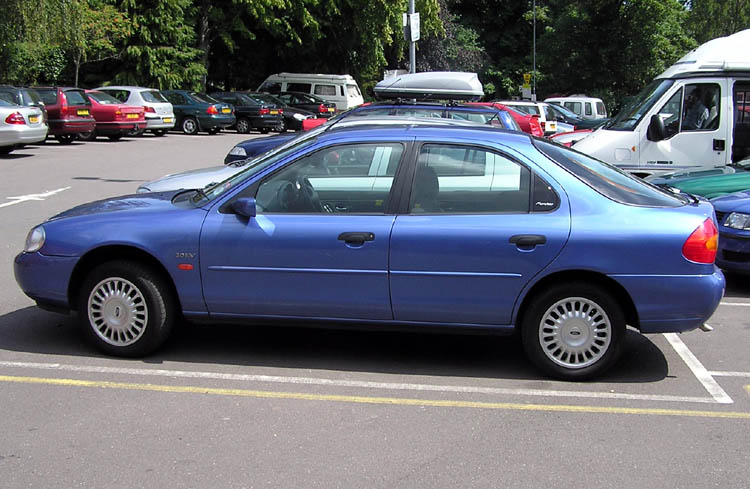
Liftback Ford Mondeo

Liftback je typ automobilové karoserie. Ta je uzavřená tří- nebo pětidveřová dvouprostorová. Ve srovnání s hatchbackem se záď vozu svažuje pod mírnějším úhlem a je delší. Někdy je takový vůz tříprostorový, ale nespadá do kategorie sedan, protože se otevírá i zadní okno. Výhodou liftbacku je především snadný přístup do zavazadlového prostoru.
Velmi podobnou karoserií je fastback, ten ovšem postrádá „schůdek“ vizuálně připomínající sedan, funkčně jde ovšem o stejný typ karoserie, rozdíl je jen v designu zádě. Typickým fastbackem je například Audi A7.

## Příklady
- Škoda Rapid
- Renault Laguna
- Ford Mondeo
- Škoda Octavia
- Seat Toledo první generace – typický liftback (vypadá jako sedan, ale má výklopnou stěnu)
- Škoda Superb (sedano-liftback)
- Citroën Xsara
- Hyundai Elantra 3. generace